# Campeonato Mundial Feminino de Xadrez de 1978
O Campeonato Mundial Feminino de Xadrez  de 1978 foi a 18ª edição da competição sendo disputada em um match entre a então campeã Nona Gaprindashvili e a desafiante Maia Chiburdanidze. A disputa foi realizada em Tbilisi e  a vencedora foi Maia Chiburnanidze que se tornou a sexta campeã mundial.
| Nome           | 01 | 02 | 03 | 04 | 05 | 06 | 07 | 08 | 09 | 10 | 11 | 12 | 13 | 14 | 15 | Total |
| Chiburdanidze  | =  | =  | =  | 1  | 1  | =  | 0  | =  | 1  | =  | 0  | =  | 1  | =  | =  | 8.5   |
| Gaprindashvili | =  | =  | =  | 0  | 0  | =  | 1  | =  | 0  | =  | 1  | =  | 0  | =  | =  | 6.5   |